# Schloss Stuyvenberg

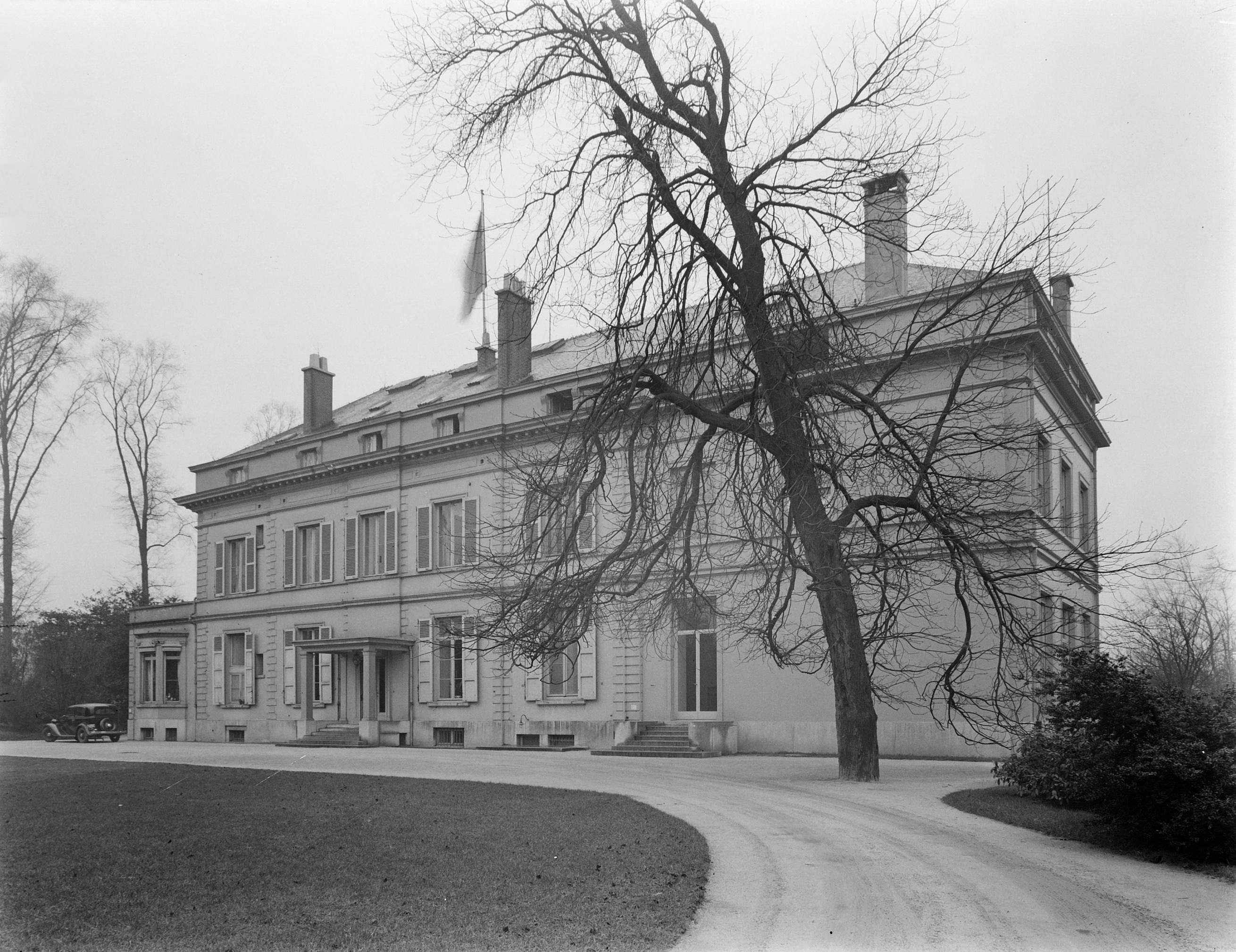
Schloss Stuyvenberg um 1934

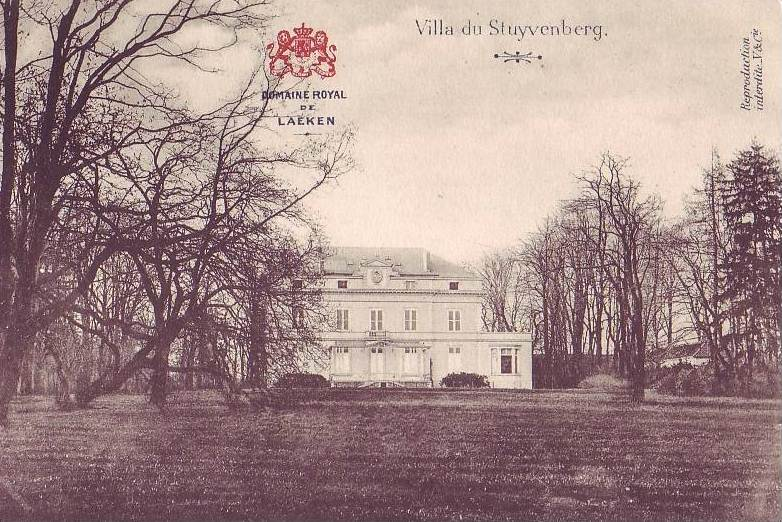
Schloss Stuyvenberg um 1900

Das Schloss Stuyvenberg (französisch: château du Stuyvenberg, niederländisch: Kasteel van Stuyvenberg) im Brüsseler Stadtteil Laeken liegt nordwestlich von Schloss Laeken, der Residenz der belgischen Königsfamilie. 1725 erbaut, kam es nach mehreren Besitzerwechseln 1840 für 200.000 Franken an den belgischen Staat.
Vom ersten belgischen König Leopold I. wurde es für die Unterbringung seiner Mätresse Arcadie Claret und ihrer Kinder genutzt. 1930 und 1934 wurden auf dem Schloss die späteren Könige Baudouin und Albert II. geboren. Nach dem Zweiten Weltkrieg diente es bis 1965 Elisabeth Gabriele in Bayern, der Frau des 1934 verstorbenen Königs Albert I., als Witwensitz. Von 1999 bis zu ihrem Tod 2014 lebte Königin Fabiola, die Witwe von Baudouin, auf dem Schloss, ebenso wie Astrid von Belgien, die Schwester des aktuellen Königs Philippe.
Koordinaten: 50° 53′ 21″ N, 4° 20′ 54″ O